# 후안 몬하르딘
후안 몬하르딘 카예혼(스페인어: Juan Monjardín Callejón; 1903년 4월 24일, 갈리시아 주 라 코루냐 ~ 1903년 4월 24일, 카스티야-라 만차 주 비야토바스)은 스페인의 전 축구 선수로, 현역 시절 공격수로 활약했다. 스페인 내전 전에 레알 마드리드에서 활약한 선수로, 프로 축구 출범 이전의 대표적인 아마추어 선수이기도 했으며, 축구의 프로 스포츠 전환으로 축구를 그만두었다.
국제 무대에서 스페인 선수단 일원으로 파리에서 열린 1924년 하계 올림픽에 참가했지만, 이탈리아와의 첫 경기에서 패하면서 탈락했다. 이 경기 또한 몬하르딘의 마지막 국가대표팀 경기가 되었다.
머리로 골을 넣는 실력이 특출한 그는 레알 마드리드에서만 활약한 최초의 선수이기도 하며, 그에 따라 원 클럽 맨의 시초이기도 했다.

## 참고 문헌
- 《La mercantilización del ocio deportivo en España. El caso del fútbol 1900-1928》. Fundacion Instituto de Historia Social. 2001. 21 (147–167)쪽. ISSN 0214-2570.